# Öxarárfoss
L'Öxarárfoss è una cascata lungo il corso del fiume Öxará, nel parco nazionale Þingvellir, in Islanda. Alta circa 20 metri, è una delle principali attrazioni del parco.
Si ritiene che la cascata sia stata creata artificialmente deviando il fiume, in modo da garantire l'approvvigionamento d'acqua durante le riunioni dell'Althing, che si radunava annualmente a Þingvellir.